# Musée de l'érotisme
Musée de l'érotisme je muzeum erotického umění v Paříži. Sídlí v 18. obvodu ve čtvrti Pigalle na bulváru Clichy č. 72.
Sedmipatrové muzeum je věnováno erotice v umění, především malířství a sochařství z Afriky, Ameriky, Asie, Evropy a Oceánie. Nabízí čtyři stálé výstavní okruhy:
- lidové umění
- sakrální umění od pravěku po současnost
- současné umění
- nevěstince ve Francii od konce 19. století do roku 1946, kdy byly uzavřeny

Kromě toho pořádá též dočasné výstavy současných umělců z Francie i ciziny.
S ohledem na okolní čtvrť známou nočním životem a na tematiku muzea je jeho otevírací doba každý den od deseti ráno do dvou hodin v noci.